# Rehli
Rehli là một thành phố và khu đô thị của quận Sagar thuộc bang Madhya Pradesh, Ấn Độ.

## Địa lý
Rehli có vị trí 23°38′B 79°05′Đ / 23,63°B 79,08°Đ Nó có độ cao trung bình là 390 mét (1279 feet).

## Nhân khẩu
Theo điều tra dân số năm 2001 của Ấn Độ, Rehli có dân số 25.913 người. Phái nam chiếm 53% tổng số dân và phái nữ chiếm 47%. Rehli có tỷ lệ 65% biết đọc biết viết, cao hơn tỷ lệ trung bình toàn quốc là 59,5%: tỷ lệ cho phái nam là 73%, và tỷ lệ cho phái nữ là 57%. Tại Rehli, 16% dân số nhỏ hơn 6 tuổi.